# 青鷹丸
青鷹丸（せいようまる）は、東京海洋大学が所有していた漁業実習船、練習船。同校の実習に使用されていた。
2021年に退役し、現在は汐路丸4世がその任務を引き継いでいる。

## 概要
210.86トンの先代の代船として三保造船所で建造され、1987年10月に竣工した。
本船はマグロはえ縄漁、イカ釣り漁、トロール等の漁業実習、海技士になる為の実習、海洋観測実習や気象観測実習を行う。東京湾、相模灘などの日本近海を行動範囲とする。

## 特徴
- GPS航法装置、レーダー、潮流計、音響測定器、電子海図表示装置、気象観測装置を有している[1]。
- 海水を分析する装置、垂直方向の水温測定装置、係留ブイの敷設および回収装置、プランクトン採集装置、がある[5]。

## 略歴
- 1966年（昭和41年）4月 - はやぶさ丸の代船として初代竣工 210.86トン[5]
- 1987年（昭和62年）10月 - 2代目竣工 167トン[5]
- 2021年（令和3年）10月 - 退役

## エピソード
- 係留場所は東京都港区港南の同校の敷地内の桟橋。首都高より海側である。なお、首都高より陸側に帆船雲鷹丸が陸上保管されている。
- 接岸時は、港の外に錨を降ろし、鎖を送り出しながら着岸する。出港時は錨を巻き取る事で港の外まで出る。船体に比較して小ぶりな港であるが、タグボートなどを使わずに離着岸している。

## 画像

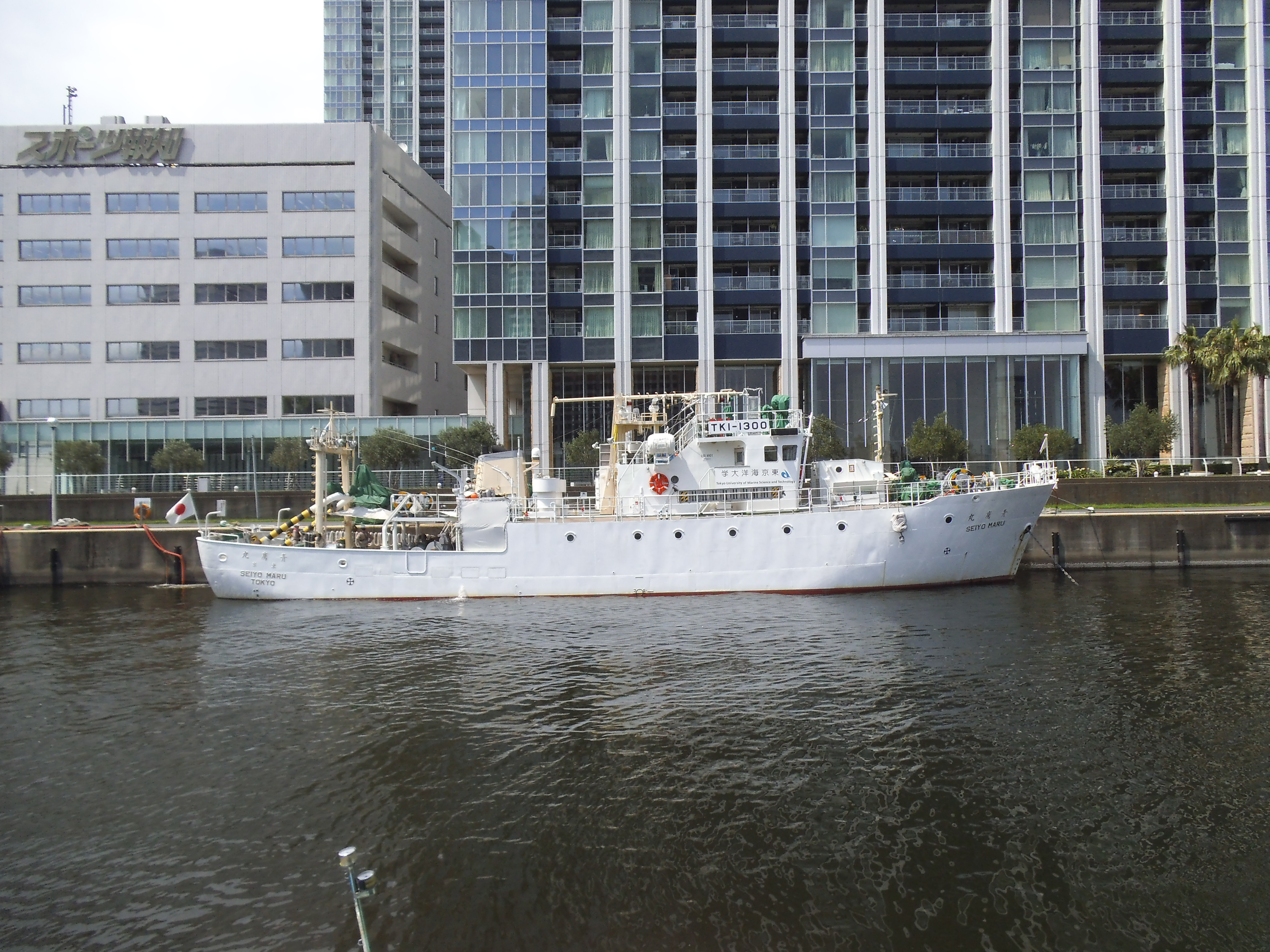
真横から
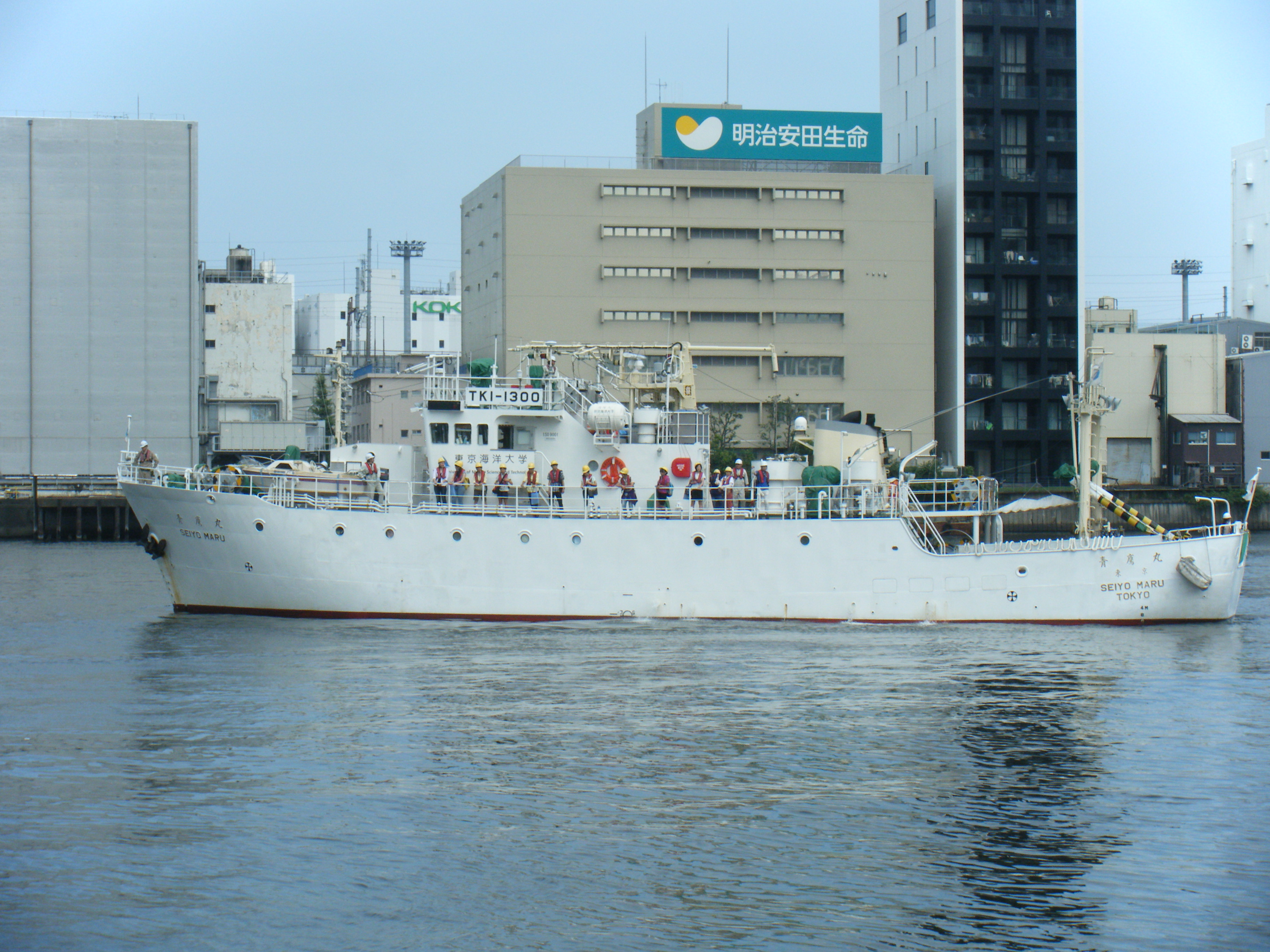
真横から
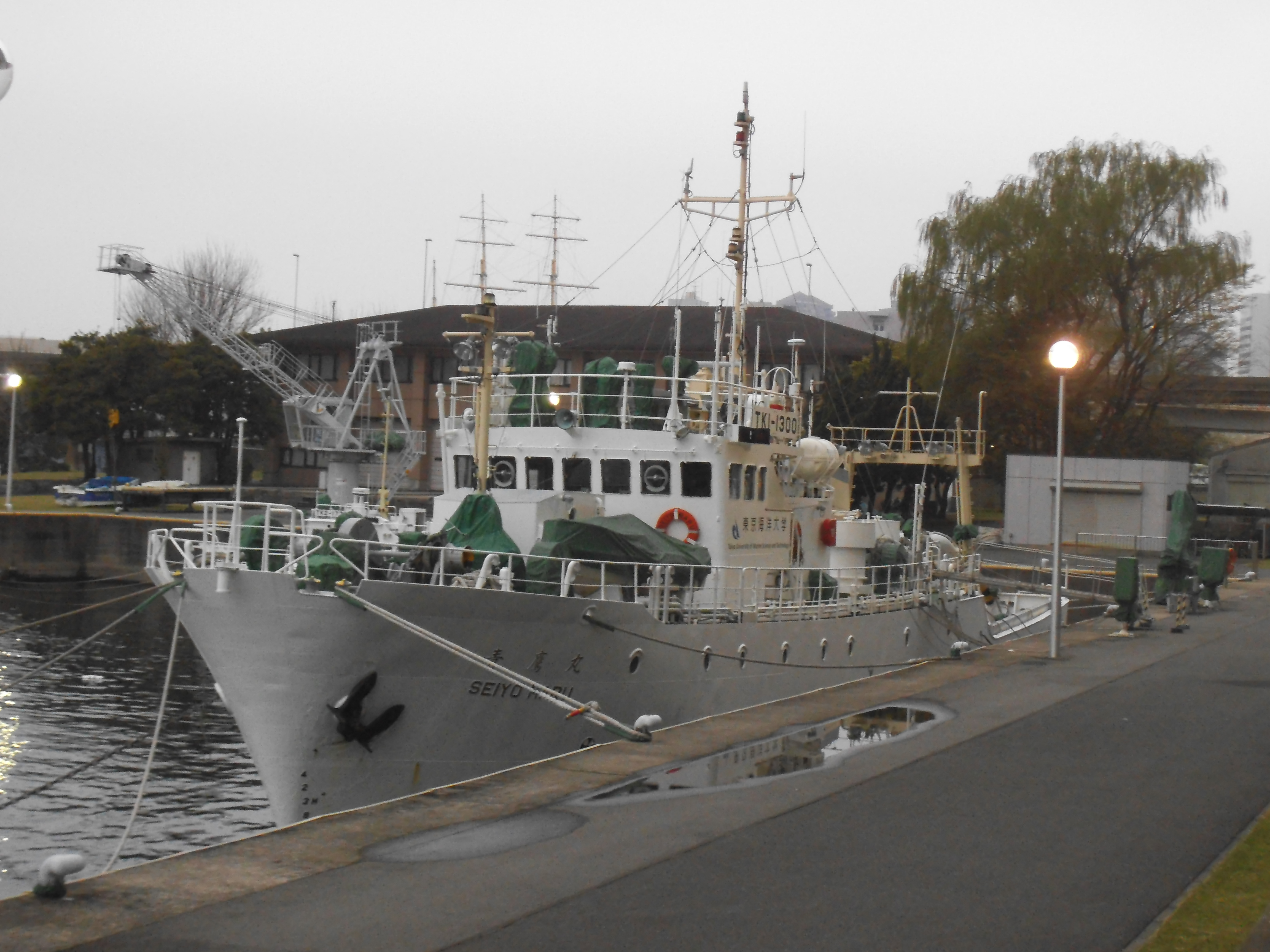
母港にて前から
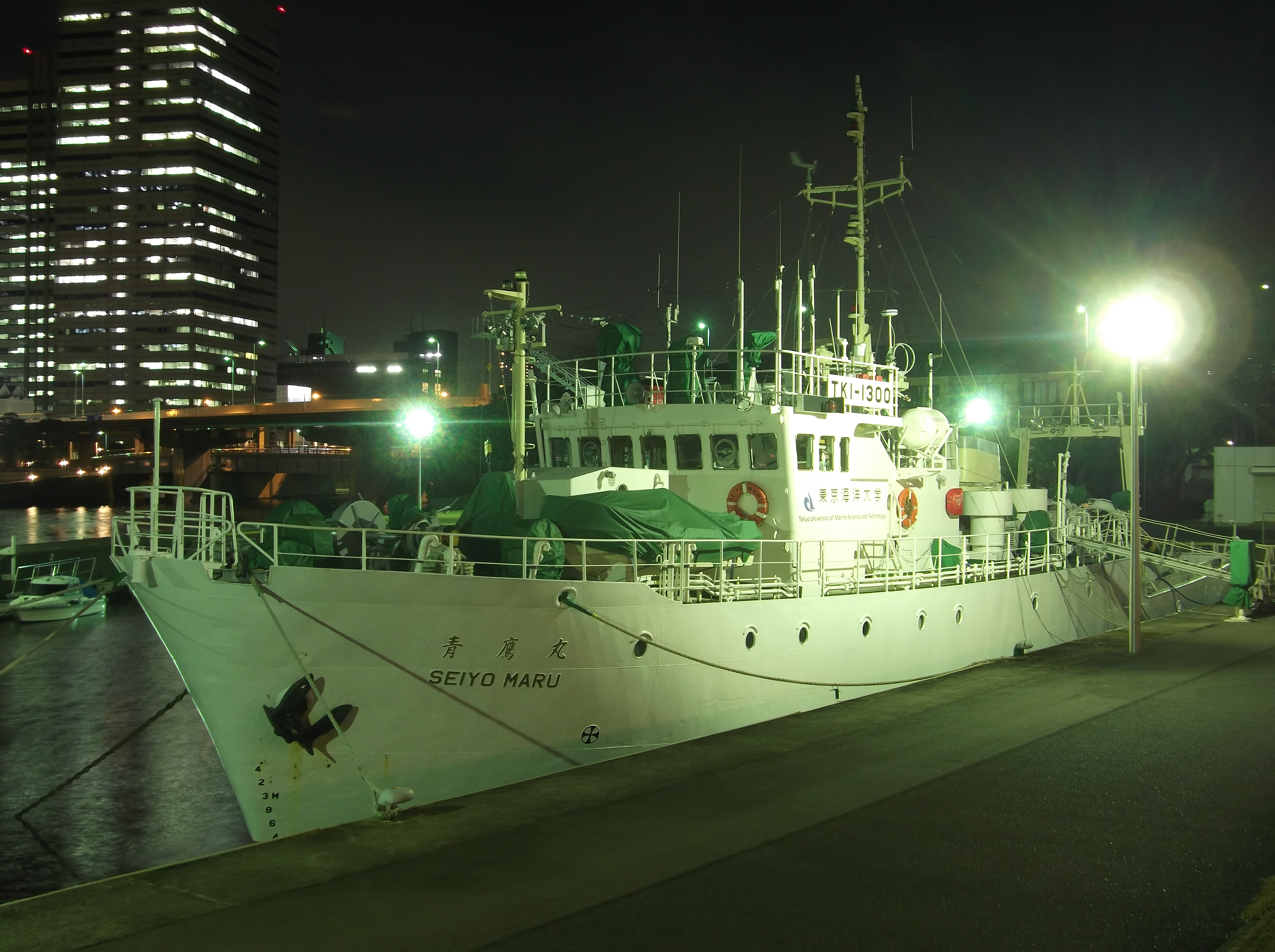
夜
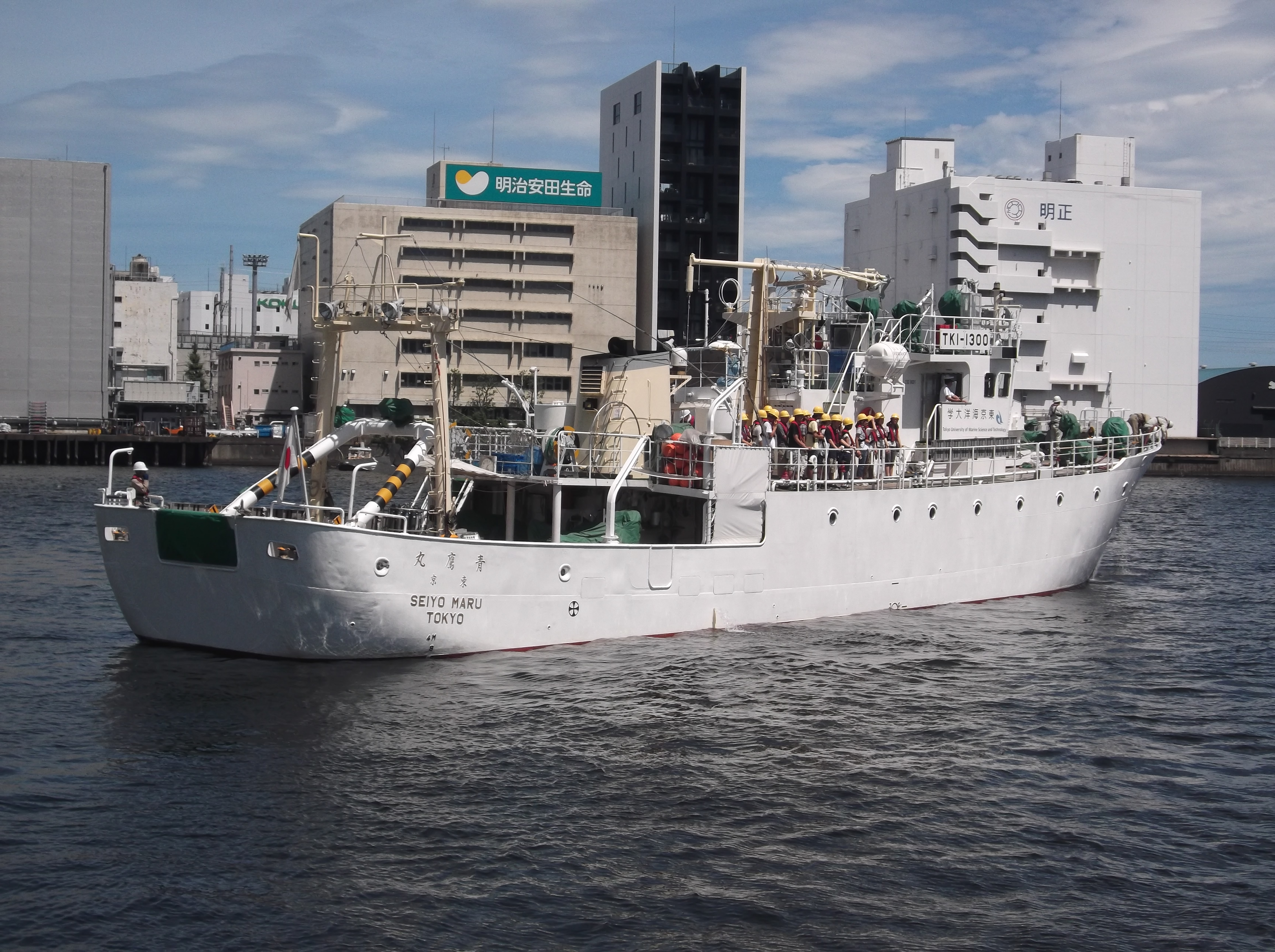
出発
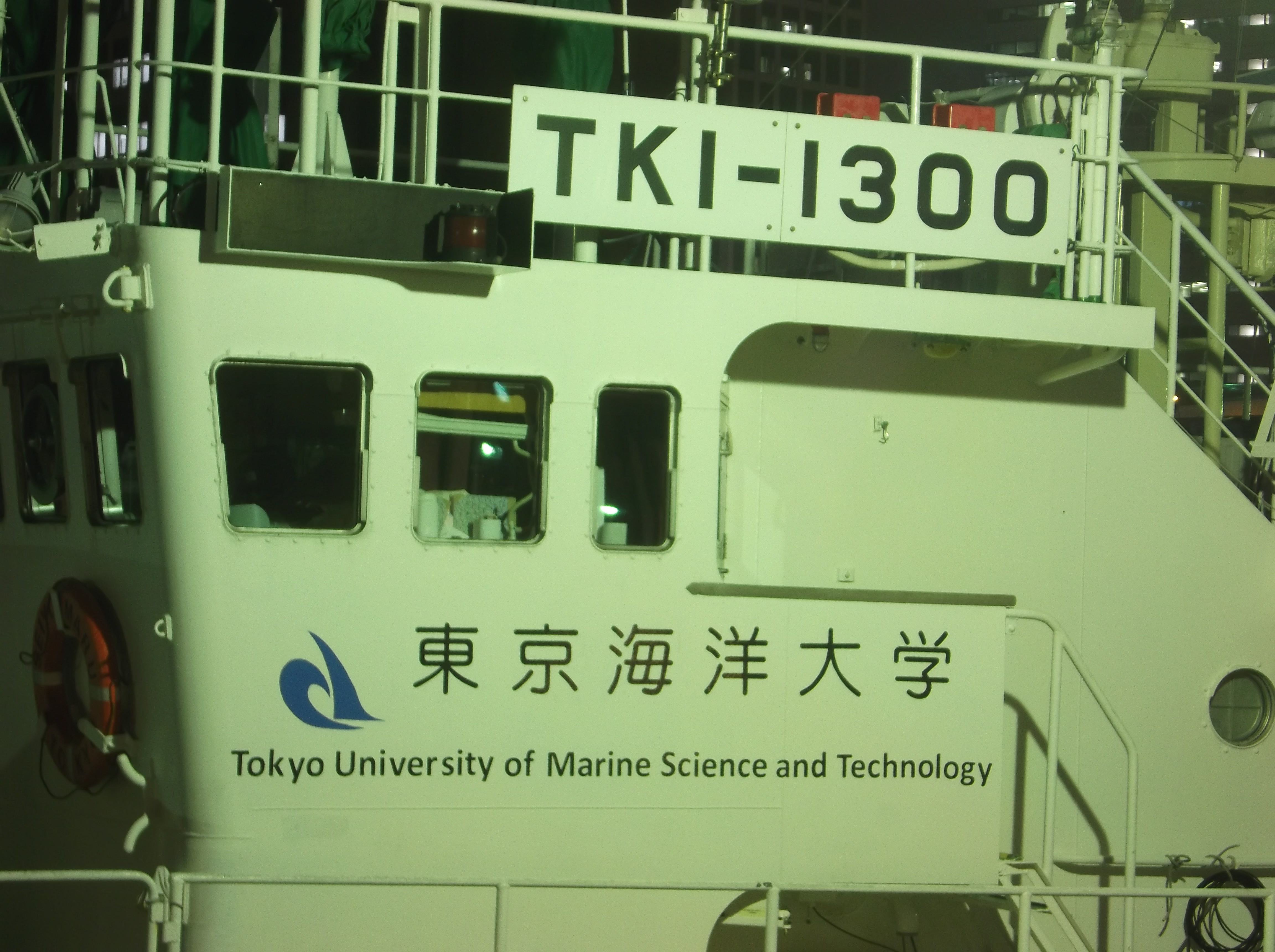
船橋
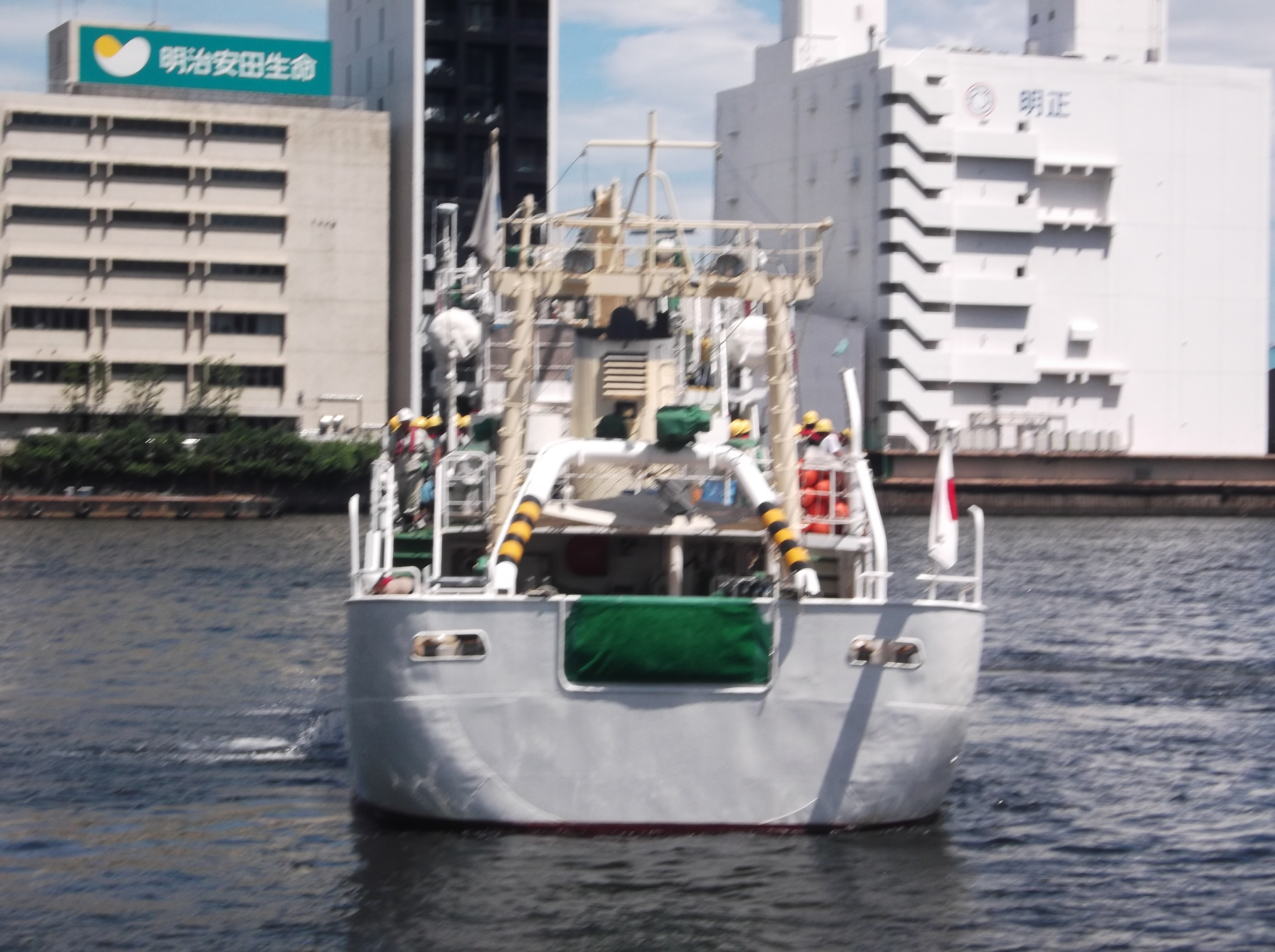
後方から